# David John Tonks
David John Tonks (* 11. Dezember 1964) ist ein britischer Straßenradrennfahrer aus Hongkong.
David John Tonks konnte 1986 die erste Etappe bei der Ronde van Limburg in Belgien für sich entscheiden. In der Saison 2002 wurde er in Hongkong Vizemeister im Straßenrennen hinter Kaan Hang Kan und er wurde Meister im Einzelzeitfahren. 2004 gewann er bei der nationalen Meisterschaft das Straßenrennen. Bei der Tour of Hong Kong wurde Tonks einmal Etappenzweiter und belegte Platz drei in der Gesamtwertung.

## Erfolge
2002
- Nationaler Meister – Einzelzeitfahren

2004
- Nationaler Meister – Straßenrennen

2009
- Tour de Bintan
- Suzhou Holy Brother Look Shimano Cup

2010
- Tour de Bintan
- Festival of Sport

2011
- Hong Kong Road Race

2015
- Hong Kong Cup